# Malucelli
Na onomástica, Malucelli é um sobrenome italiano originado na região norte da Itália, na Comuna de Dueville, por volta do século XIV.

## Etimologia
Na etimologia, o significado de Malucelli é literalmente traduzido como "pequeno pássaro ruim", sendo derivado de dois elementos italianos: "malo", significa ruim e "celli", pequeno pássaro.

## História
Um dos primeiros registro do sobrenome (apelido) data do ano de 1495 e na pessoa de Lorenzo Malucelli, na cidade de Dueville. Já no século XVIII, são encontradas referências de notáveis italianos, como Giuseppe Malucelli, um pintor, e Silvestro Malucelli, um médico.

### Brasil
Os primeiros registros de Malucelli´s no Brasil, ocorre com o imigrante italiano Giovanni Malucelli, que junto com sua esposa, Margherita Gobbo Malicelli e oito filhos, chegam ao Brasil em 1877, vindo da cidade de Marostica (província de Vicenza).
Agricultor e artesão, Giovanni, com 52 anos, e sua esposa, com 43 anos, receberam a autorização para a viagem em janeiro de 1877 e acompanhados de seus oito filhos: Marco Antônio (17 anos), Giustina (15 anos), Baptista (13 anos), Lúcia (11 anos), Lorenzo (9 anos), João (6 anos), Antônio (3 anos) e Domênico (1 anos), embarcaram no navio Princesa Irene, no Porto de Gênova, e desembarcaram em meados de maio deste mesmo ano, no Porto do Rio de Janeiro e logo em seguida embarcaram noutro navio rumo ao Paraná, desembarcando em Paranaguá no dia 1° de abril de 1877.
Giovanni Malucelli faleceu em 1878 e seus descendentes diretos já totalizavam mais de 150 pessoas em meados da década de 1920, pelo litoral e a capital paranaense.

## Membros Notáveis
Entre o clã Malucelli, podemos destacar pessoas ligadas ao futebol paranaense, como Marcos Malucelli, ex-presidente do Clube Atlético Paranaense, o empresário e dirigentes esportivo Joel Malucelli, fundador do Grupo J. Malucelli e do clube J.Malucelli Futebol S/A
A capital paranaense faz homenagem ao empresário Marco Aurélio Malucelli com a denominação de uma praça localizada no bairro Santo Inácio.